# 中華黃埔四海同心會
中華黃埔四海同心會，1991年於台灣台北市成立的人民團體，是中華民國陸軍軍官學校及其前身黃埔軍校的校友聯誼組織。由鄧文儀中將發起，首任會長為蔣緯國上將。現任會長為戴伯特上將。以弘揚中華文化、捍衛中華民國、發揚黃埔精神、反臺獨、謀和平為其宗旨，活動目的在於擴大海外及兩岸黃埔子弟交流合作，實現三民主義、發揚黃埔精神、促進中國統一。其主要成員來自中國國民黨黃復興黨部。

## 歷史
1984年，黄埔军校同学会成立。1987年，中華民國政府開放探親，黃埔軍校同學會長徐向前希望台灣地區的黃埔校友可以回到大陸探親。1990年，徐向前與聶榮臻再度發表春節談話，提出兩岸的黃埔師生一同合作促進中國統一，希望進一步打破台灣的三不政策。同年，台灣退休將領鄧文儀以探親為由，在滕傑協助下，訪問北京，獲黃埔軍校同學會長徐向前與中共中央顧問委員會主任鄧小平接見。在與鄧小平會面中，鄧文儀提出希望在中國大陸各省份皆建立黃埔同學會的據點，用以聯合台灣及海外的黃埔校友，推動國共第三次合作，完成中國統一。此提議獲得鄧小平同意。鄧文儀返回台灣後，在台北及美國推動海外黃埔同學會的成立。
1991年，鄧文儀與蔣緯國在台北創立中華黃埔四海同心會。同年，率中華黃埔四海同心會謁陵訪問團出訪大陸，於1991年4月10日獲得時任中共中央總書記江澤民接見，此次訪問由辛旗代表中華文化發展促進會協助接待。
2007年，創立中華黃埔四海同心會大紐約地區聯誼會，招收美國地區成員，作為第一個海外分會。

## 相關活動
2010年開始，許歷農新同盟會發起中山黃埔兩岸情論壇，成為每年舉辦的活動。中華黃埔四海同心會皆派人與會。

## 爭議事件

### 羅文山政治獻金案
2012年，監察院審查中華黃埔四海同心會的政治獻金，發現有一筆來自貿聯企業股份有限公司的70萬元捐款，因貿聯企業主要股東為賴比瑞亞商巨人投資公司，來自國外，可能違反政治獻金法，移送檢方偵辦。羅文山稱此筆款項為發展會務，向貿聯公司董事長執行長彭蔭剛募款而來，檢方以不知情為由，不起訴處份。
在2008年至2012年間，退役中將羅文山任四海同心會會長期間，收受香港籍居民許智明、何飇約八百多萬元政治獻金，用於資助馬英九競選總統。其中有101萬元被匯入其妻的私人帳戶，涉及侵佔公款。在2019年，地方法院一審以違反政治獻金規定及侵吞公款為由，判處羅文山有罪，處2年6個月徒刑。

## 外部連結
- 中華黃埔四海同心會的Facebook專頁